# 4TEEN
4TEEN (fōtīn フォーティーン) est le nom d'une nouvelle parue en série au Japon, écrite par Ira Ishida. Elle a été récompensée du 129e prix Naoki en 2003. Il existe une suite à cette œuvre, écrite deux ans après : 6TEEN.
En 2004, la nouvelle est adaptée en drama par la chaîne WOWOW parmi leurs créations "Drama W". Une adaptation en manga, dessinée par Yūko Yumino, a aussi été publié en épisodes dans l'hebdomadaire Big Comic Spirits (éditions Shōgakukan).

## 4TEEN(nouvelle)

### Synopsis
L'histoire se concentre autour de quatre jeunes garçons de 14 ans devenant adultes en connaissant l'amour et des mésaventures  dans les quartiers populaires de Tokyo et à Tsuki-shima.

### Chapitres
- Un cadeau surprenant (bikkuri purezento びっくりプレゼント, romans Shinchō, numéro de juillet 1999)
- Les Herbes sous la lune (tsuki no kusa 月の草, romans Shinchō, numéro de mai 2001)
- Les Garçons volants (tobu shōnen 飛ぶ少年, romans Shinchō, numéro de juin 2002)
- Aventure amoureuse à 14 ans (jūyonsai no jōji 十四歳の情事, romans Shinchō, numéro d'août 2002)
- La Nuit du grand feu d'artifice (oohanabi no yoru ni 大華火の夜に, romans Shinchō, numéro de décembre 2001)
- Ce qu'on dit quand on parle de sexe (bokutachi ga sekkusu ni tsuite hanasu koto ぼくたちがセックスについて話すこと, récent)
- Le Vélo bleu ciel (sorairo no jitensha 空色の自転車, romans Shinchō, numéro de mars 2002）
- Voyage vers les 15 ans (jūgosai e no tabi 十五歳への旅, récent)

## 4TEEN(drama japonais)
Il s'agit du 10ème épisode de Drama W, le projet original de drama de la chaîne WOWOW, diffusé le 25 juillet 2004 (de 20:00 à 21:54).
Le drama a remporté le prix Galaxy, ainsi qu'un prix d'excellence au festival des arts et le plus grand prix d'excellence en 2005 de la part de l'Association commerciale des diffuseurs du Japon.
Le tournage s'est fait à Tokyo dans l'arrondissement de Chūō dans les rues commerçantes de Tsuku-shima et à Sakae, district d'Inba dans la préfecture de Chiba.[réf. nécessaire]

### Distribution
- Tetsurō : Shintarō Kakuta (角田紳太朗)
- Dai : Tokio Emoto (柄本時生)
- Naito : Motoki Ochiai (落合扶樹)
- Jun : Ryūya Wakaba (若葉竜也)
- Akasaka : Bunta Sugawara(菅原文太)
- Katō : Tōru Hotohara (蛍原徹)
- Shimada : Susumu Terajima (寺島進)
- Tamako : Mie Nakao (中尾ミエ)
- Rika : Erika Okuda (奥田恵梨華)
- Rumina : Hanae (華恵)

### Fiche technique
- Réalisateur : Ryūichi Hiroki (廣木隆一)
- Scénario : Hiroshi Saitō (斉藤ひろし)
- Œuvre originale : 4TEEN (フォーティーン) de Ishida Ira (éditions Shinchōsha)
- Producteur : Takehiko Aoki (青木竹彦) (WOWOW)
- Producteur : Jūji Yamashita (山下秀治)
- Projet : (Responsable d'organisation) Hitoshi Yamamoto (山本均) (WOWOW), Tomoko Degawa (出川朋子) (WOWOW)
- Musique : Yūsuke Hayashi (林祐介)
- Artistes (musique) : Happy End, Ketsumeishi (ケツメイシ)
- Tournage : Tomoyuki Mizuguchi (水口智之) (Ingénieur vidéo : Keigo Kagamihara 鏡原圭吾)
- Éclairage : Teruhisa Seki (関輝久)
- Responsable du son : Akira Urushida (漆田晃)
- Edition : Jun'ichi Kikuchi (菊池純一)
- Art : Hirokazu Kanakatsu (金勝浩一)
- Assistant réalisateur : Yasutaka Mōri (毛利安孝)

## 4TEEN(drama coréen)
La nouvelle a été adaptée en 2014 en drama coréen par MBC Drama Festival en deux parties.

### Distribution
- Cheon Bo-Keun : rôle de Young-Hoon
- Sung Yoo-Bin : rôle de Joon-Yi
- Yoon Seok-Hyun : rôle de Hyun-Soo
- Hong Yo-seb : rôle de Choi-Won
- Hwang Jung-Won : rôle de Han-Na
- Yoo In-Young : rôle de Gomja
- Cha Tae-hyun : rôle de Young-Hoon dans la trentaine
- Kim Jae-wook : rôle de Joon-Yi dans la trentaine
- Yun Ju-Sang : rôle de Byung-Sub
- Narsha - rôle d'une femme à lunettes de soleil